# ليليا سيلفي
ليليا سيلفي (22 ديسمبر 1922 - 27 يوليو 2013) ممثلة سينمائية إيطالية. ليليا واحدة من عدة ممثلات شابات تم تقديمها على أنها معادلة إيطالية لنجمة هوليوود المولودة في كندا ديانا دوربين. ظهرت أمام أميديو نازاري، النجم الإيطالي الأكثر شهرة في تلك الحقبة، في خمسة أفلام.

## أفلام مختارة

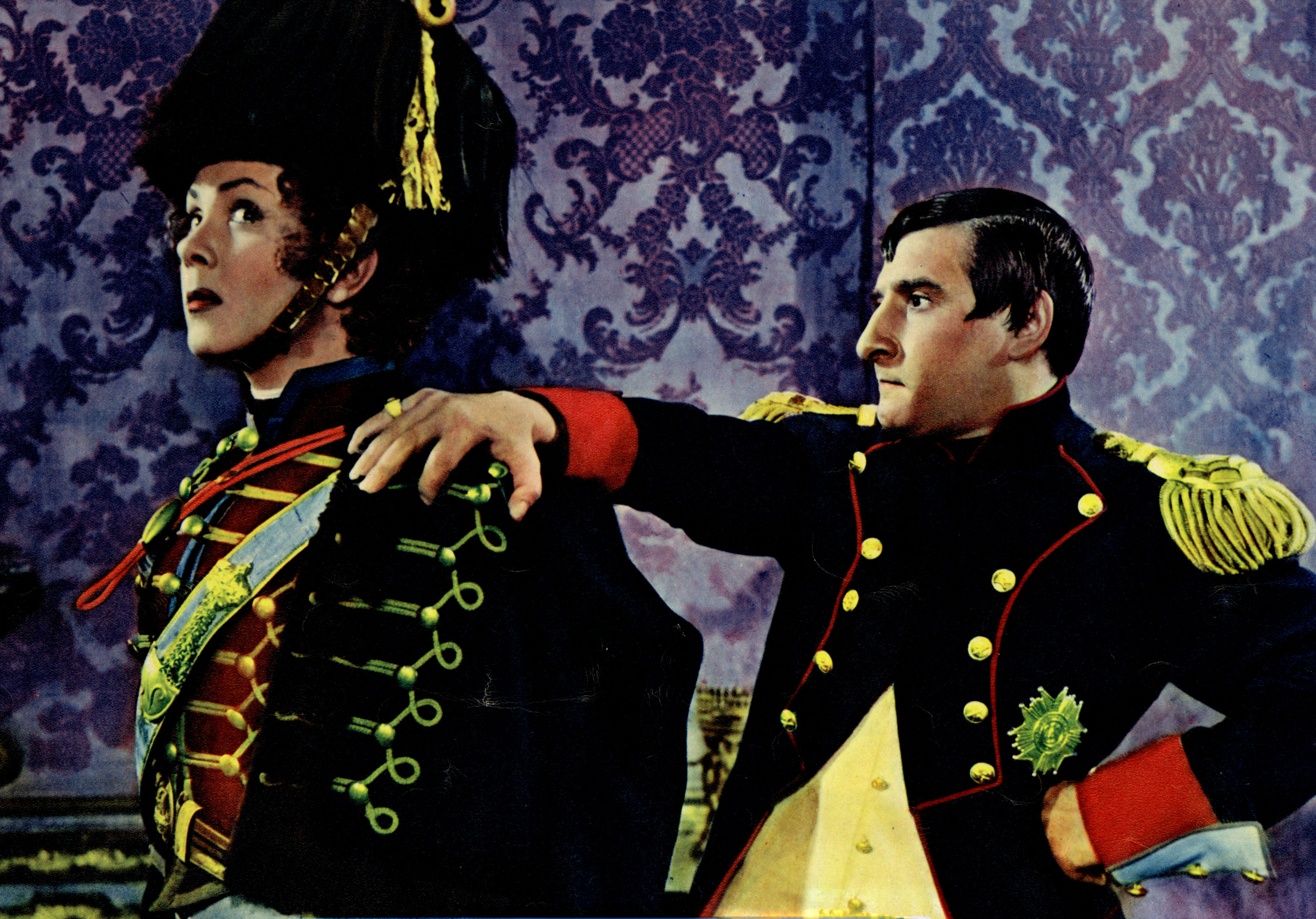
سيلفي مع ريناتو راسيل في نابليون (1951)

- «السيد ماكس» (1937)
- « رحيل» (1938)
- «غياب غير مبرر» (1939).
- «ثم سنحصل على الطلاق» (1940)
- «حذاء كبير» (1940)
- «عشاء المهرج» (1941)
- « سكامبولو» (1941)
- « أيام سعيدة» (1942)
- « ترويض النمرة» (1942)
- «تيريزا النابضة بالحياة» (1943)[2]
- « نابليون» (1951)